# Henrietta Kateřina Oranžská
Henrietta Kateřina Oranžská (10. února 1637, Haag – 3. listopadu 1708, Oranienbaum, dnešní Oranienbaum-Wörlitz) byla nizozemská hraběnka a dcera Frederika Hendrika Oranžského (1584–1647) a jeho manželky Amálie zu Solms-Braunfels. Pocházela z rodu Oranžsko-Nasavského.

## Rodina

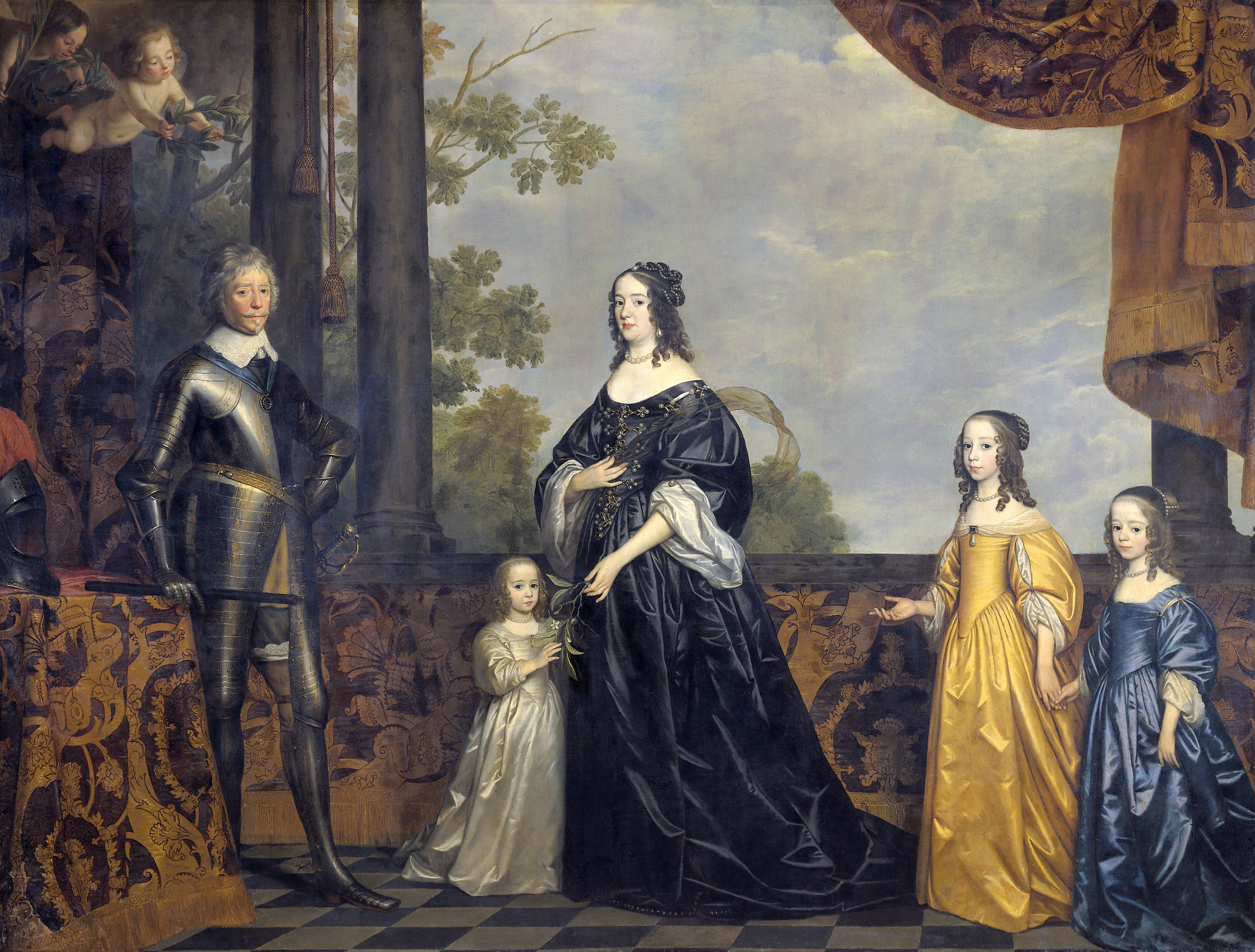
Frederick Hendrik, Amálie a jejich tři nejmladší dcery, Henrietta je první zprava

Henrietta se narodila v Haagu jako sedmá z devíti dětí. Někteří její sourozenci ale zemřeli již v dětství, a tak se dospělosti dožily krom Henrietty jen čtyři další děti. Jednalo se o Viléma II. Oranžského, Luisu Henriettu, Albertinu Anežku a Marii.
Henriettiny prarodiči z otcovy strany byli Vilém I. Oranžský, který byl zavražděn několik měsíců po narození Frederika Hendrika, a jeho čtvrtá manželka Luisa de Coligny. Z matčiny strany to byli Jan Albrecht I. zu Solms-Braunfels a jeho manželka Anežka zu Sayn-Wittgenstein.

## Život
Ačkoliv třicetiletá válka zanechala sousední Německo ve špatném stavu, Nizozemsku se za vlády Frederika Hendrika dařilo dobře. On i jeho manželka byli velice ambiciózní a vedli dynastickou politiku. Své dcery viděli jako příležitost pro uzavření míru s Německem, proto mnohé z nich provdali za německé šlechtice. Již jako pětiletá byla tedy Henrietta Kateřina poprvé zasnoubená, a to s Ennem Lodewijkem van Cirksenem. V sedmnácti ale sňatek s hrubým dědicem Východního Fríska odmítla a zasnoubení bylo zrušeno.
O Henriettinu ruku poté požádal Karel II. Stuart, její matka ho ale odmítla, jelikož neměl v té době dostatečně dobré postavení. Nakonec byla provdána za Jana Jiřího II. Anhaltsko-Desavského. Svatba tehdy dvaadvacetileté Henrietty Kateřiny a o deset let staršího Jana se odehrála v Groningenu 6. července 1659. Rok po svatbě dostala od svého ženicha jako dar město Nischwitz.
S Janem Jiřím měli velký podíl na rozvoji zemědělství v Anhaltsko-desavsku, především co se týkalo vodních staveb (hráze a přístavy). Podporovali ale i malířství a architekturu. Měli spolu deset dětí: dva syny a osm dcer.
- Amálie Ludvika (7. září 1660 – 12. listopadu 1660)
- Henrietta Amálie (4. ledna 1662 – 28. ledna 1662)
- Fridrich Kazimír (8. listopadu 1663 – 27. května 1665)
- Alžběta Albertina (1. května 1665 – 5. října 1706), ⚭ 1686 Jindřich Sasko-Weissenfelský (29. září 1657 – 16. února 1728)
- Henrietta Amálie (26. srpna 1666 – 18. dubna 1726), ⚭ 1683 Jindřich Kazimír II. Nasavsko-Dietzský (18. ledna 1657 – 25. března 1696)
- Luisa Žofie (15. září 1667 – 18. dubna 1678)
- Marie Eleonora (14. března 1671 – 18. května 1756), ⚭ 1687 Jerzy Radziwiłł
- Henrietta Anežka (9. září 1674 – 18. ledna 1729)
- Leopold I. (3. července 1676 – 7. dubna 1747), kníže Anhaltska-Desavska, ⚭ 1698 Anna Luisa Föhsová (22. března 1677 – 5. února 1745)
- Jana Šarlota (6. dubna 1682 – 31. března 1750), ⚭ 1699 Filip Vilém Braniborsko-Schwedtský (19. května 1669 – 19. prosince 1711)

Po smrti Jana Jiřího v roce 1693 působila Henrietta jako regentka za jejich mladého syna Leopolda. Během té doby založila útulek pro děti a ženy a vytvořila systém péče o sirotky. Zemřela 3. listopadu 1708 a pohřeb se konal 26. listopadu.